# Jean-Charles Castelletto
Jean-Charles Victor Castelletto (Clamart, 26 gennaio 1995) è un calciatore francese naturalizzato camerunese, difensore dell'Al-Duhail e della nazionale camerunese.

## Biografia
È nato in Francia da padre italiano (originario del Friuli) e madre camerunese.

## Carriera

### Club
Cresciuto calcisticamente nell'Auxerre, nella quale approda nel 2010 all'età di 13 anni, nel 2013 fa il proprio debutto da professionista con la prima squadra.
Passa poi al Club Bruges, al R.E. Mouscron, al Red Star e infine al Brest, dove totalizza 91 presenze e sei reti nel corso di tre stagioni.
Il 26 maggio 2020 Castelletto firma un triennale con il Nantes, che se lo aggiudica a parametro zero.
A Nantes gioca per cinque stagioni, durante le quali ricopre il ruolo di capitano e vince un trofeo: la coppa di Francia nella stagione 2021-2022.
Il 23 luglio 2025 passa a titolo definitivo all'Al-Duhail, in Qatar.

### Nazionale
In possesso dei passaporti italiano, camerunese e francese, decide inizialmente di rappresentare quest'ultima venendo convocato nelle nazionali giovanili.
Nel 2017, tuttavia riceve la chiamata dal CT della nazionale camerunese, che decide di accettare.
L'11 novembre 2017 debutta così in nazionale nel pareggio per 2-2 contro lo Zambia, valido per le qualificazioni al campionato mondiale di calcio 2018.
Non convocato più per diverso tempo,  nel 2020, dopo tre anni, ritorna nel giro della nazionale, venendo in seguito convocato per la Coppa delle nazioni africane 2021 giocata in casa. Nella suddetta competizione gioca quattro partite tra cui la semifinale persa ai rigori contro l'Egitto, concludendo al terzo posto.
Convocato per il campionato del mondo 2022 in Qatar, debutta il 24 novembre 2022 in occasione della gara d'esordio persa 1-0 contro la Svizzera. Pochi giorni dopo segna invece la prima rete in nazionale, aprendo le marcature nel 3-3 contro la Serbia.
L'anno successivo viene convocato per la Coppa delle nazioni africane 2023 in Costa d'Avorio, nella quale trova nuovamente la via nel gol, segnando alla seconda giornata nella sconfitta per 3-1 contro il Senegal.

## Statistiche

### Presenze e reti nei club
Statistiche aggiornate al 6 giugno 2025.
| Stagione        | Squadra         | Campionato      | Campionato | Campionato | Coppe nazionali | Coppe nazionali | Coppe nazionali | Coppe continentali | Coppe continentali | Coppe continentali | Altre coppe | Altre coppe | Altre coppe | Totale | Totale |
| Stagione        | Squadra         | Comp            | Pres       | Reti       | Comp            | Pres            | Reti            | Comp               | Pres               | Reti               | Comp        | Pres        | Reti        | Pres   | Reti   |
| --------------- | --------------- | --------------- | ---------- | ---------- | --------------- | --------------- | --------------- | ------------------ | ------------------ | ------------------ | ----------- | ----------- | ----------- | ------ | ------ |
| 2012-2013       | Auxerre         | L2              | 1          | 0          | CF+CdL          | -               | -               |                    | -                  | -                  |             | -           | -           | 1      | 0      |
| 2013-2014       | Auxerre         | L2              | 19         | 0          | CF+CdL          | 3+1             | 0               |                    | -                  | -                  |             | -           | -           | 23     | 0      |
| 2014-2015       | Auxerre         | L2              | 29         | 1          | CF+CdL          | 6+1             | 0               |                    | -                  | -                  |             | -           | -           | 36     | 0      |
| Totale Auxerre  | Totale Auxerre  | Totale Auxerre  | 49         | 1          |                 | 11              | 0               |                    | -                  | -                  |             | -           | -           | 60     | 1      |
| 2015-gen. 2016  | Club Bruges     | PL              | 3          | 0          | CB              | 0               | 0               | UCL+UEL            | 1+0                | 0                  |             | -           | -           | 4      | 0      |
| gen.-giu. 2016  | R.E. Mouscron   | PL              | 6+4        | 0          | CB              | 0               | 0               |                    | -                  | -                  |             | -           | -           | 10     | 0      |
| 2016-2017       | Red Star        | L2              | 32         | 2          | CF+CdL          | 2+1             | 0               |                    | -                  | -                  |             | -           | -           | 35     | 2      |
| 2017-2018       | Brest           | L2              | 32+1       | 2          | CF+CdL          | 1+1             | 0               |                    | -                  | -                  |             | -           | -           | 35     | 2      |
| 2018-2019       | Brest           | L2              | 31         | 2          | CF+CdL          | 2+2             | 0+1             |                    | -                  | -                  |             | -           | -           | 35     | 3      |
| 2019-2020       | Brest           | L1              | 22         | 1          | CF+CLF          | 1+1             | 0               | -                  | -                  | -                  | -           | -           | -           | 24     | 1      |
| Totale Brest    | Totale Brest    | Totale Brest    | 86         | 5          |                 | 8               | 1               |                    | -                  | -                  |             | -           | -           | 94     | 6      |
| 2020-2021       | Nantes          | L1              | 24+2       | 1+0        | CF              | 1               | 0               | -                  | -                  | -                  | -           | -           | -           | 27     | 1      |
| 2021-2022       | Nantes          | L1              | 28         | 1          | CF              | 3               | 0               | -                  | -                  | -                  | -           | -           | -           | 31     | 1      |
| 2022-2023       | Nantes          | L1              | 32         | 0          | CF              | 6               | 0               | UEL                | 7                  | 0                  | SF          | 1           | 0           | 46     | 0      |
| 2023-2024       | Nantes          | L1              | 28         | 2          | CF              | 0               | 0               | -                  | -                  | -                  | -           | -           | -           | 28     | 2      |
| 2024-2025       | Nantes 2        | N3              | 1          | 0          | -               | -               | -               | -                  | -                  | -                  | -           | -           | -           | 1      | 0      |
| 2024-2025       | Nantes          | L1              | 30         | 0          | CF              | 1               | 0               |                    | -                  | -                  |             | -           | -           | 31     | 0      |
| Totale Nantes   | Totale Nantes   | Totale Nantes   | 144        | 4          |                 | 11              | 0               |                    | 7                  | 0                  |             | 1           | 0           | 163    | 4      |
| 2025-2026       | Al-Duhail       | QSL             | 0          | 0          | EQC+CSQ+CQ      | 0+0+0           | 0+0             | ACL                | 0                  | 0                  | -           | -           | -           | 0      | 0      |
| Totale carriera | Totale carriera | Totale carriera | 325        | 12         |                 | 33              | 1               |                    | 7                  | 0                  |             | 1           | 0           | 366    | 13     |

### Cronologia presenze e reti in nazionale
| Cronologia completa delle presenze e delle reti in nazionale ― Camerun | Cronologia completa delle presenze e delle reti in nazionale ― Camerun | Cronologia completa delle presenze e delle reti in nazionale ― Camerun | Cronologia completa delle presenze e delle reti in nazionale ― Camerun | Cronologia completa delle presenze e delle reti in nazionale ― Camerun | Cronologia completa delle presenze e delle reti in nazionale ― Camerun | Cronologia completa delle presenze e delle reti in nazionale ― Camerun | Cronologia completa delle presenze e delle reti in nazionale ― Camerun |
| Data                                                                   | Città                                                                  | In casa                                                                | Risultato                                                              | Ospiti                                                                 | Competizione                                                           | Reti                                                                   | Note                                                                   |
| ---------------------------------------------------------------------- | ---------------------------------------------------------------------- | ---------------------------------------------------------------------- | ---------------------------------------------------------------------- | ---------------------------------------------------------------------- | ---------------------------------------------------------------------- | ---------------------------------------------------------------------- | ---------------------------------------------------------------------- |
| 11-11-2017                                                             | Ndola                                                                  | Zambia                                                                 | 2 – 2                                                                  | Camerun                                                                | Qual. Mondiali 2018                                                    | -                                                                      | 43’                                                                    |
| 12-11-2020                                                             | Douala                                                                 | Camerun                                                                | 4 – 1                                                                  | Mozambico                                                              | Qual. Coppa d'Africa 2021                                              | -                                                                      |                                                                        |
| 16-11-2020                                                             | Maputo                                                                 | Mozambico                                                              | 0 – 2                                                                  | Camerun                                                                | Qual. Coppa d'Africa 2021                                              | -                                                                      | 70’ 82’                                                                |
| 8-6-2021                                                               | Wiener Neustadt                                                        | Camerun                                                                | 0 – 0                                                                  | Nigeria                                                                | Amichevole                                                             | -                                                                      | 73’                                                                    |
| 13-1-2022                                                              | Yaoundé                                                                | Camerun                                                                | 4 – 1                                                                  | Etiopia                                                                | Coppa d'Africa 2021 - 1º turno                                         | -                                                                      |                                                                        |
| 24-1-2022                                                              | Yaoundé                                                                | Camerun                                                                | 2 – 1                                                                  | Comore                                                                 | Coppa d'Africa 2021 - Ottavi di finale                                 | -                                                                      |                                                                        |
| 29-1-2022                                                              | Douala                                                                 | Gambia                                                                 | 0 – 2                                                                  | Camerun                                                                | Coppa d'Africa 2021 - Quarti di finale                                 | -                                                                      |                                                                        |
| 3-2-2022                                                               | Yaoundé                                                                | Camerun                                                                | 0 – 0 dts (1 – 3 dtr)                                                  | Egitto                                                                 | Coppa d'Africa 2021 - Semifinale                                       | -                                                                      | 99’                                                                    |
| 25-3-2022                                                              | Douala                                                                 | Camerun                                                                | 0 – 1                                                                  | Algeria                                                                | Qual. Mondiali 2022                                                    | -                                                                      |                                                                        |
| 29-3-2022                                                              | Blida                                                                  | Algeria                                                                | 1 – 2 dts                                                              | Camerun                                                                | Qual. Mondiali 2022                                                    | -                                                                      |                                                                        |
| 9-6-2022                                                               | Dar es Salaam                                                          | Burundi                                                                | 0 – 1                                                                  | Camerun                                                                | Qual. Coppa d'Africa 2023                                              | -                                                                      |                                                                        |
| 23-9-2022                                                              | Goyang                                                                 | Camerun                                                                | 0 – 2                                                                  | Uzbekistan                                                             | Amichevole                                                             | -                                                                      | 46’                                                                    |
| 27-9-2022                                                              | Seul                                                                   | Corea del Sud                                                          | 1 – 0                                                                  | Camerun                                                                | Amichevole                                                             | -                                                                      |                                                                        |
| 18-11-2022                                                             | Abu Dhabi                                                              | Camerun                                                                | 1 – 1                                                                  | Panama                                                                 | Amichevole                                                             | -                                                                      |                                                                        |
| 24-11-2022                                                             | Al Wakrah                                                              | Svizzera                                                               | 1 – 0                                                                  | Camerun                                                                | Mondiali 2022 - 1º turno                                               | -                                                                      |                                                                        |
| 28-11-2022                                                             | Al Wakrah                                                              | Serbia                                                                 | 3 – 3                                                                  | Camerun                                                                | Mondiali 2022 - 1º turno                                               | 1                                                                      |                                                                        |
| 24-3-2023                                                              | Yaoundé                                                                | Camerun                                                                | 1 – 1                                                                  | Namibia                                                                | Qual. Coppa d'Africa 2023                                              | -                                                                      | 62’                                                                    |
| 28-3-2023                                                              | Soweto                                                                 | Namibia                                                                | 2 – 1                                                                  | Camerun                                                                | Qual. Coppa d'Africa 2023                                              | -                                                                      | 67’                                                                    |
| 12-10-2023                                                             | Mosca                                                                  | Russia                                                                 | 1 – 0                                                                  | Camerun                                                                | Amichevole                                                             | -                                                                      | 86’                                                                    |
| 15-10-2023                                                             | Lens                                                                   | Senegal                                                                | 1 – 0                                                                  | Camerun                                                                | Amichevole                                                             | -                                                                      | 73’                                                                    |
| 17-11-2023                                                             | Douala                                                                 | Camerun                                                                | 3 – 0                                                                  | Mauritius                                                              | Qual. Mondiali 2026                                                    | -                                                                      |                                                                        |
| 21-11-2023                                                             | Bengasi                                                                | Libia                                                                  | 1 – 1                                                                  | Camerun                                                                | Qual. Mondiali 2026                                                    | -                                                                      |                                                                        |
| 9-1-2024                                                               | Gedda                                                                  | Zambia                                                                 | 1 – 1                                                                  | Camerun                                                                | Amichevole                                                             | -                                                                      |                                                                        |
| 15-1-2024                                                              | Yamoussoukro                                                           | Camerun                                                                | 1 – 1                                                                  | Guinea                                                                 | Coppa d'Africa 2023 - 1º turno                                         | -                                                                      |                                                                        |
| 19-1-2024                                                              | Yamoussoukro                                                           | Senegal                                                                | 3 – 1                                                                  | Camerun                                                                | Coppa d'Africa 2023 - 1º turno                                         | 1                                                                      | 48’                                                                    |
| 23-1-2024                                                              | Bouaké                                                                 | Gambia                                                                 | 2 – 3                                                                  | Camerun                                                                | Coppa d'Africa 2023 - 1º turno                                         | -                                                                      |                                                                        |
| 27-1-2024                                                              | Abidjan                                                                | Nigeria                                                                | 2 – 0                                                                  | Camerun                                                                | Coppa d'Africa 2023 - Ottavi di finale                                 | -                                                                      |                                                                        |
| 11-10-2024                                                             | Yaoundé                                                                | Camerun                                                                | 4 – 1                                                                  | Kenya                                                                  | Qual. Coppa d'Africa 2025                                              | -                                                                      | 19’                                                                    |
| 14-10-2024                                                             | Nairobi                                                                | Kenya                                                                  | 0 – 1                                                                  | Camerun                                                                | Qual. Coppa d'Africa 2025                                              | -                                                                      | 90+5’                                                                  |
| 13-11-2024                                                             | Johannesburg                                                           | Namibia                                                                | 0 – 0                                                                  | Camerun                                                                | Qual. Coppa d'Africa 2025                                              | -                                                                      | 84’                                                                    |
| 19-11-2024                                                             | Yaoundé                                                                | Camerun                                                                | 2 – 1                                                                  | Zimbabwe                                                               | Qual. Coppa d'Africa 2025                                              | -                                                                      | 78’                                                                    |
| 6-6-2025                                                               | Marrakech                                                              | Camerun                                                                | 3 – 0                                                                  | Uganda                                                                 | Amichevole                                                             | -                                                                      | Cap.                                                                   |
| 9-6-2025                                                               | Marrakech                                                              | Guinea Equatoriale                                                     | 1 – 1                                                                  | Camerun                                                                | Amichevole                                                             | -                                                                      |                                                                        |
| Totale                                                                 |                                                                        | Presenze                                                               | 33                                                                     |                                                                        | Reti                                                                   | 2                                                                      |                                                                        |

## Palmarès

### Competizioni nazionali
- Coppa di Francia: 1

Nantes: 2021-2022